# Sylla Chaves
 (août 2013).
Si vous disposez d'ouvrages ou d'articles de référence ou si vous connaissez des sites web de qualité traitant du thème abordé ici, merci de compléter l'article en donnant les références utiles à sa vérifiabilité et en les liant à la section « Notes et références ».
Pour les articles homonymes, voir Sylla (homonymie).
Sylla Chaves, né en 1929 et mort le 30 mai 2009, est un écrivain et éducateur brésilien, membre[Quoi ?] des Nations unies.
Connu comme militant du mouvement espérantiste, il fut membre de l'Académie de l'espéranto de 1986 à 1996 et devint membre honoraire de l'Association mondiale d'espéranto en 1992.